# Jacob Erker
Jacob "Jake" Erker (Calgary, 18 de desembre de 1975) va ser un ciclista canadenc que fou professional del 2002 al 2009.

## Palmarès
- 2000
  - Vencedor d'una etapa a la Volta a Hokkaidō
  - Vencedor d'una etapa a la Tucson Bicycle Classic